# ビロクシ (軽巡洋艦)
ビロクシ (USS Biloxi, CL-80) は、アメリカ海軍の軽巡洋艦。クリーブランド級軽巡洋艦の12番艦。艦名はミシシッピ州ビロクシに因む。

## 艦歴
「ビロクシ」は1941年7月9日にバージニア州ニューポートニューズのニューポート・ニューズ造船所で起工し、1943年2月23日に進水、1943年8月31日にダニエル・M・マクガール艦長の指揮下就役する。
就役後は太平洋艦隊第13巡洋艦隊に配属される。1944年1月から1945年4月まで「ビロクシ」は高速空母任務部隊の護衛を行い、沿岸敵施設への艦砲射撃、上陸部隊の支援砲撃を行った。1944年11月20日には軽巡「モービル(USS Mobile, CL-63) 」の攻撃に失敗した回天を「モービル」と共に発見し、護衛駆逐艦がこれを破壊した。
1945年3月27日、「ビロクシ」は沖縄で特攻機の攻撃を受け損傷する。損傷を受けながらも戦闘を継続し、対空砲火を敵部隊に浴びせ続けた。特攻機の突入箇所から500キロ爆弾の不発弾が発見され、爆発物処理班によって処理された。不発弾は後部甲板に展示された。
1945年4月27日に戦闘水域を離脱し、オーバーホールのため本国西海岸に向かう。7月に戦闘に復帰し、7月18日にはウェーク島攻撃に参加、8月14日にレイテ湾に到着する。翌日、日本は降伏し、「ビロクシ」は長崎の港から連合軍捕虜の輸送に従事した。1945年11月9日まで占領任務に従事し、その後真珠湾経由で帰国する。
1946年1月15日にワシントン州ポート・アンジェルスに向かい第19艦隊に合流、不活性化を開始する。5月18日にピュージェット・サウンド海軍工廠で現役のまま保管され、10月29日に予備役となる。「ビロクシ」は続く10年間を太平洋予備役艦隊で保管され、1961年9月に除籍、1962年3月5日にスクラップとして売却される。
「ビロクシ」の上部構造物はビロクシ・スモール・クラフト港そばのグレナン・パークに再構築され、現在も展示されている。ビロクシの艦鐘はビロクシ市庁舎のロビーに展示されている。
「ビロクシ」は第二次世界大戦中の戦功で9つの従軍星章を受章した。